# Бочкін Андрій Юхимович
Андрій Юхимович Бочкін (нар. 30 жовтня 1906, село Ієвльово Бежецького повіту, тепер Рамешковського району Тверської області Росії — пом. 16 жовтня 1979, місто Москва) — радянський інженер-гідробудівник. Герой Соціалістичної Праці. Член ЦК КПУ в 1952 — 1954 р. Депутат Верховної Ради УРСР 3-го скликання. Депутат Верховної Ради Російської РФСР.

## Біографія
Народився у родині селянина-бідняка. У 1917 році закінчив чотирьохрічну церковно-приходську школу в селі Ільгощі. Потім продовжив навчання в школах сіл Ільгощі, Ківеричі, Михайлово-Прудове. Навчався в педагогічному технікумі в селі Прудове Тверського повіту, Тверському вчительському інституті.
1925 року вступив до ВКП(б).
Працював інструктором Тверського повітового комітету комсомолу, головою споживкооперації, в редакції газети «Тверская правда», заступником редактора газети «Тверская деревня», в агропромисловому відділі Тверського міського комітету ВКП(б). У 1927 — 1928 р. — секретар парткому текстильної фабрики в місті Вишній Волочек. Брав участь в створенні перших колгоспів в Алейском районі Західно-Сибірського краю.
З 1929 року навчався в Московському інституті водного господарства і меліорації на гідротехнічному факультеті. У 1933 році проходив навчальну виробничу практику на ДніпроГЕСі.
У 1936 — 1937 р. — секретар партійного комітету на будівництві нікелевого комбінату в місті Орськ Оренбурзької області, старший виконробом будівництва залізниці Нікель — Акерманівка. У 1937 — 1940 р. — начальник і головний інженер будівництва Бузулуцької іригаційної системи і Кутулуцької греблі в Оренбурзькій області.
У 1940 — 1941 р. — начальник Головводгоспу Наркомату сільського господарства СРСР.
У 1941 — 1942 р. — слухач Військово-інженерної академії імені Куйбишева. У 1942 — 1945 р. — у Червоній армії: бригадний інженер 85-ї бригади морської піхоти 215-ї стрілецької дивізії 26-ї армії; корпусний інженер 312-го стрілецького корпусу 19-ї армії.
У 1945 — 1949 р. — начальник будівництва Невинномиського каналу та Свистухінської ГЕС в Ставропольському краю.
У 1950 — 1953 р. — начальник Головного управління «Укрводбуду», начальник будівництва Південно-Українського і Північно-Кримського каналів.
У 1953 — 1959 р. — начальник «АнгараГЕСбуду» по будівництву Іркутської ГЕС. У грудні 1959 — 1971 р. — начальник Управління будівництва «КрасноярськГЕСбуд».
З 1971 року — член Технічної ради Міністерства енергетики і електрифікації СРСР, консультував проектні роботи і початковий етап будівництва Саяно-Шушенської ГЕС.

## Звання
- підполковник

## Нагороди
- Герой Соціалістичної Праці (11.01.1960)
- чотири ордена Леніна
- орден Трудового Червоного прапора (1966)
- орден Червоного прапора
- орден Вітчизняної війни 1-го і 2-го ст.
- Ленінська премія (1973)
- медалі